# Arminius

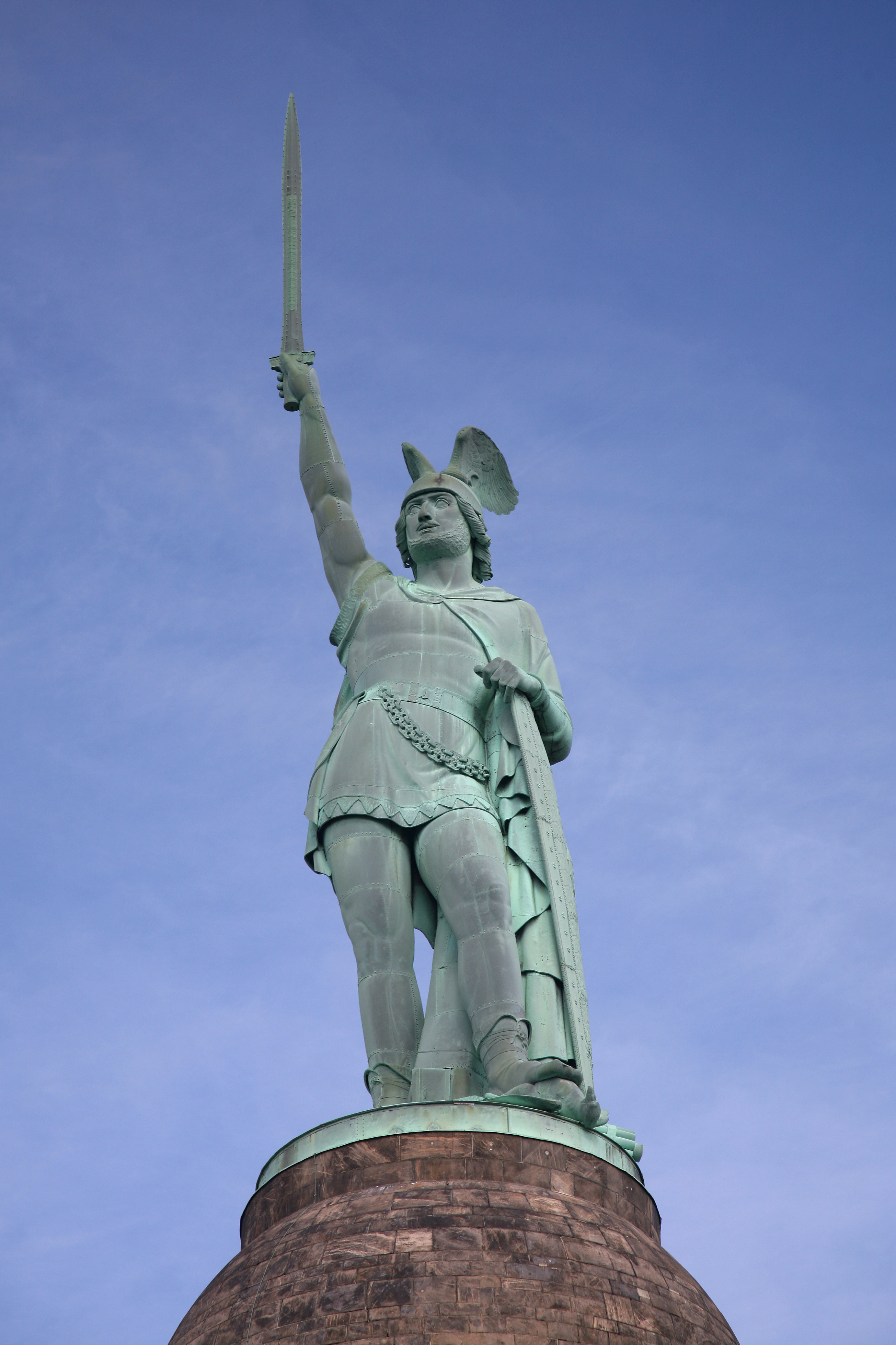
Das Hermannsdenkmal im Teutoburger Wald zeigt den Cheruskerfürsten als Symbolfigur nationaler Identität

Arminius (in einigen Quellen auch Armenius; * um 17 v. Chr.; † um 21 n. Chr.) war ein Fürst der Cherusker, der den Römern im Jahre 9 n. Chr. in der Varusschlacht mit der Vernichtung von drei Legionen eine ihrer verheerendsten Niederlagen beibrachte. Die antiken Quellen bieten nur wenige biografische Angaben zu Arminius. Das nachantike Bild des Cheruskerfürsten ist vor allem durch die von Tacitus geprägte Formel „Befreier Germaniens“ bestimmt.
Das Bild des Arminius war vor dem 18. Jahrhundert keineswegs einheitlich. Die Humanisten erhoben ihn zum ersten Deutschen. In den konfessionellen Auseinandersetzungen wurde er von protestantischer und katholischer Seite vereinnahmt. In Deutschland wurde die an Arminius als historische Person angelehnte Gestalt Hermann der Cherusker ab der zweiten Hälfte des 18. Jahrhunderts eine nationale Mythen- und Symbolfigur und Teil des deutschen Gründungsmythos. Dieses Arminius-Bild wurde in der Geschichtswissenschaft erst seit den 1970er Jahren von einer nüchterneren Betrachtungsweise langsam abgelöst. Arminius wurde seitdem von Teilen der Forschung als Anführer einer Revolte von germanischen Hilfstruppen in römischen Diensten angesehen. Sein germanischer Name ist unbekannt, weshalb über historische Parallelen zum Drachentöter Siegfried aus dem Nibelungenlied spekuliert wurde. Der Arminius-Stoff wurde häufig in Opern, Dramen, Gedichten, Liedern oder Romanen verarbeitet, darunter sind vor allem Daniel Casper von Lohensteins Barockroman Großmuethiger Feldherr Arminius (1689/90), Klopstocks „Hermann-Barditen“ (1769–1787) und Kleists Drama Hermannsschlacht (1808/09) zu nennen. 

## Leben bis zur Varusschlacht

### Herkunft und Jugend
Nur wenige biografische Details über Arminius sind bis zur Varusschlacht bekannt. Arminius wurde um 18/17 v. Chr. als Sohn des Cheruskers Sigimer/Segimer geboren, der eine führende Stellung in seinem Stamm hatte. Velleius Paterculus nennt den Vater des Arminius princeps gentis eius („Erster seines Stammes“), was gewöhnlich mit der etymologisch ähnlichen Bezeichnung „Fürst“ übersetzt wird. Der Name seiner Mutter, die noch im Jahr 16 n. Chr. lebte, wird nicht genannt. Arminius’ Vater stand wie sein Onkel Inguiomer auf der Seite der Römer und führte die prorömische Partei unter den Cheruskern an. Ebenso wie sein Bruder Flavus diente Arminius als Führer germanischer Verbände (ductor popularium) längere Zeit im römischen Heer und wurde so mit dem römischen Militärwesen vertraut. In dieser Funktion diente er während des dem Pannonienkrieg vorangehenden Feldzugs (prior militia) vom Spätherbst 4 n. Chr. bis mindestens 6 n. Chr. im römischen Lager. Dabei erwarb er sich das römische Bürgerrecht sowie den Rang eines Ritters und erlernte die lateinische Sprache. Wahrscheinlich war Arminius in den Jahren 6–7 n. Chr. mit seinem Verband an der Niederschlagung des pannonischen Aufstandes beteiligt. Wiederholte Annahmen, Arminius habe im römischen Militär eine Karriere als „Berufsoffizier“ gemacht oder „eine den regulären Auxiliareinheiten stark angenäherte Truppe“ von Cheruskern kommandiert, sind unbeweisbare oder anachronistische Vermutungen.

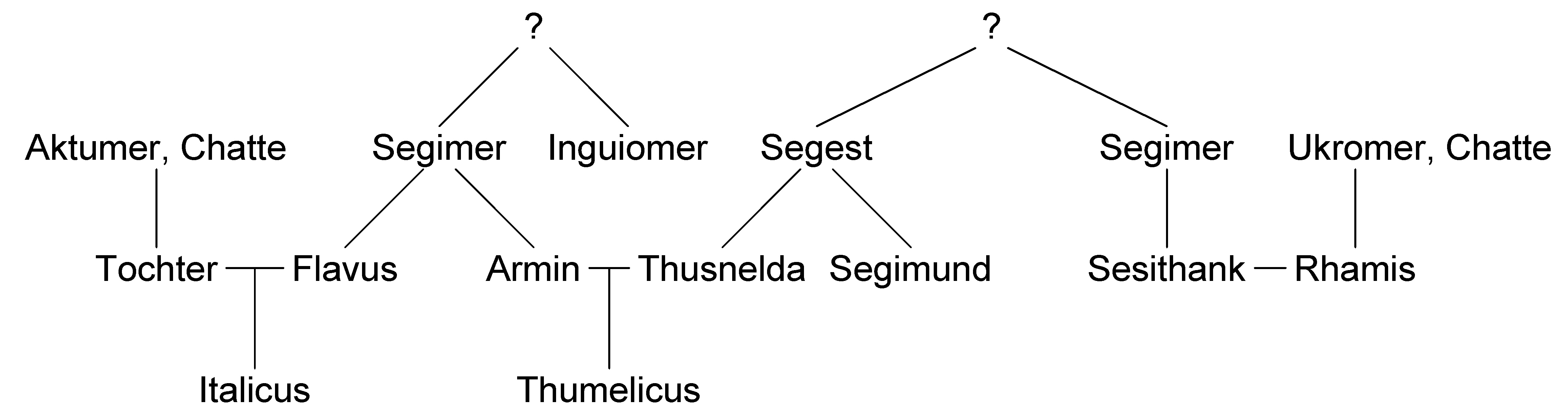
Die Verwandtschaft des Arminius

Um das Jahr 7/8 n. Chr. kehrte Arminius in das cheruskische Stammesgebiet zurück. Arminius besaß zu dieser Zeit keineswegs die alleinige Macht bei den Cheruskern. Er war damals innerhalb der cheruskischen Führungsschicht mit Auseinandersetzungen konfrontiert. Segestes, der Vater der Thusnelda, war gegen eine Verbindung seiner Tochter mit Arminius, die wohl zu dieser Zeit seine Ehefrau wurde.

### Aufstand gegen Varus
Als der Statthalter (legatus Augusti pro praetore) Publius Quinctilius Varus in das Cheruskerland bis an die Weser vorrücken wollte, sah Arminius im Herbst des Jahres 9 n. Chr. die Zeit für einen Aufstand gekommen. Er hielt sich mit seinen Gesinnungsgenossen, von denen Segimer genannt wird, bewusst im Lager des Varus auf, nahm dabei oft an dessen Tafel teil und versuchte, das Vertrauen des Statthalters zu gewinnen. Als Varus sich auf dem Weg in sein Winterlager befand, wurden ihm Unruhen gemeldet. Die Warnung des Fürsten Segestes noch am Vorabend des Aufbruchs, Arminius in Ketten zu legen, da er Verrat an Rom plane, nahm Varus nicht ernst. Der Vorwurf naiven Vertrauens und mangelnder Vorsicht des Varus gegenüber Arminius, den manche Quellen erheben, wird in der modernen Geschichtswissenschaft teilweise relativiert. Varus handelte wie gewöhnlich bei der Provinzialisierung eines eroberten Gebietes. Arminius wurde aufgrund seines römischen Bürgerrechtes und seines Ritterranges von Varus wohl als römischer Verbündeter angesehen, der als Anführer der dringend benötigten germanischen Hilfstruppen helfen konnte, die Lage ruhig zu halten.
Auf dem Weg zu dem von den Germanen gemeldeten Aufstand mussten die Römer durch ein ihnen wenig bekanntes Gelände, wo sie in einen Hinterhalt gerieten. Arminius besiegte in der Varusschlacht durch einen überraschenden Schlag die römische Besatzungsmacht. Als Ort der Kämpfe wurde Kalkriese bei Osnabrück diskutiert. Neuere chemische Untersuchungen haben diese Annahme stark erhärtet. Die 17., 18. und 19. Legion sowie sechs Kohorten und drei Alen (Auxilien) gingen am Saltus Teutoburgiensis unter; Varus nahm sich das Leben. Welche Rolle Arminius während der Schlacht konkret spielte, ist ungewiss, sicher ist nur, dass er der Oberbefehlshaber der Germanen war, zu denen er noch auf dem Schlachtfeld sprach. Schon seit Theodor Mommsen wird aufgrund von Fundmünzen vermutet, dass die Schlacht im Raum Bramsche-Kalkriese stattfand. Seit 1987 werden in diesem Gebiet Ausgrabungen vorgenommen.
Aufgrund seiner Quellenanalyse schließt Dieter Timpe, dass es unmittelbar nach der Varusniederlage zu einer „westwärts gerichteten Offensive“ der aufständischen Germanen gekommen sei, was die neuere Forschung jedoch ablehnt. Die Konsequenzen der Niederlage waren verheerend. Alle römischen Kastelle im rechtsrheinischen Germanien wurden erobert mit Ausnahme von einem Stützpunkt, der mit dem nicht sicher lokalisierten Aliso identifiziert wird. Die Köpfe der Getöteten ließ Arminius auf Lanzen an den feindlichen Wall herantragen, um somit die Hartnäckigkeit der Belagerten zu brechen. Als die Germanen das Gerücht vernahmen, Tiberius rücke mit einem Heer heran, zogen sich viele von ihnen zurück. Die römische Kastellbesatzung konnte sich wohl erst im Frühjahr 10 bis zum Rhein durchkämpfen.

### Motive für den Aufstand
Nach Tacitus berief Arminius sich auf das Vaterland, die Ahnen, Tradition, Ruhm und Freiheit. Die antike Historiografie sieht die möglichen Gründe für den Aufstand in der restriktiveren Verwaltung und Rechtsprechung des Varus, dem damit verbundenen Einfluss- und Machtverlust, den Tributforderungen und dem durch die Quellen bezeugten arroganten und unsensiblen Auftreten des Varus und weiterer Römer gegenüber den Cheruskern und anderen am Aufstand beteiligten Stämmen. Römischen Sitten und Bräuchen gegenüber waren die Germanen in der Mehrheit der Stämme und Stammesführer sehr reserviert. Arminius mag auch nach Macht über andere cheruskische und sonstige am Aufstand beteiligte Stämme gestrebt haben oder von einem Ehrbegriff geleitet worden sein. Der Überfall auf das Heer des Varus war jedoch keine einheitsstiftende Gemeinschaftstat der Germanen, sondern es waren im Wesentlichen die Stämme aus dem nordwestlichen Mittelgebirgsraum zwischen Ems und Weser beteiligt. Friesen und vielleicht auch Chauken hielten Rom auch nach dem Jahr 9 die Treue.

## Leben nach der Varusschlacht

### Weitere Konflikte mit Rom
Nach der Varusniederlage wurde der Abzug der Leibwache durch Augustus angeordnet. Dieter Timpe hielt deshalb Verbindungen zwischen Arminius und der Leibwache in Rom für wahrscheinlich, die Augustus dazu veranlasst hätten, diese zu entlassen. Allerdings widerspricht dieser These die Rückführung der germanischen Leibwache nach Rom wenige Jahre später, die von Tacitus bezeugt wird. Die römische Niederlage bedeutete zwar einen schweren Rückschlag, jedoch noch nicht den endgültigen Rückzug der römischen Germanienpolitik auf die Rheingrenze. Unter der militärischen Führung des Tiberius wurde die Flotte wieder eingesetzt, die drei verlorenen Legionen wurden sofort ersetzt und die Gesamtzahl der am Rhein stationierten Legionen auf acht erhöht. Der Zeitzeuge Velleius Paterculus berichtet von bedeutenden militärischen Aktivitäten unter dem Kommando des Tiberius, bei denen weite Teile Germaniens verwüstet worden seien. Allerdings ist das Ergebnis der Feldzüge in den weiteren Quellen widersprüchlich dargestellt, weshalb nicht sicher ist, was Tiberius in den Jahren 10 bis 12 erreichte. Er soll nur mit äußerster Vorsicht und strenger Disziplin versucht haben, in Germanien vorzudringen.
Wohl in Erwartung weiterer Auseinandersetzungen mit Rom strebte Arminius daher ein Bündnis mit dem Markomannenkönig Marbod an; der abgetrennte Kopf des Varus wurde an Marbod gesandt. Marbod lehnte das Bündnisangebot des Arminius ab und schickte den Kopf an Augustus. Der Princeps soll, als er von der Niederlage erfuhr, seine Kleider zerrissen und ausgerufen haben: „Quintilius Varus, gib mir die Legionen zurück!“ Augustus ließ das Haupt des Varus ehrenvoll im Familiengrab bestatten.
Im Jahre 13 übergab Augustus Germanicus, dem von Tiberius adoptierten Sohn des Drusus, die Befehlsgewalt über die Truppen. Mit acht von 25 Legionen befehligte er fast ein Drittel der gesamten römischen Streitmacht und damit ein wesentlich größeres Heer als Varus.
Die antiken Autoren überliefern keine konkreten Zahlenangaben zum Arminiusheer, weshalb dessen Stärke während der Germanicus-Feldzüge (14 bis 16 n. Chr.) in der Forschung unterschiedlich eingeschätzt worden ist. So hat Kurt Pastenaci eine Zahl von 40.000 Mann angenommen, neuere Schätzungen gehen von etwa 50.000 Mann aus, mit beträchtlichem Spielraum nach oben und unten.
In den Jahren 14 bis 16 n. Chr. führte Arminius eine erweiterte Koalition germanischer Stämme in Abwehr der von Germanicus geführten römischen Wiedereroberungsexpeditionen. Trotz gegenteiliger Darstellungen war der größte Erfolg des römischen Unternehmens lediglich die Gefangennahme Thusneldas, der Ehefrau des Arminius.
Thusnelda wurde im Jahr 15 n. Chr. von Germanicus gefangen, als ihr Vater Segestes sie dem Römer auslieferte. Sie war zu dieser Zeit schwanger und brachte in der Gefangenschaft ihren Sohn Thumelicus zur Welt, der in Ravenna aufwuchs. Der von Tacitus angekündigte Bericht über dessen weiteres Schicksal ist nicht erhalten; vielleicht starb er also zur Zeit einer „Lücke“ in den Annalen, etwa 30–31 n. Chr. Möglicherweise war er 47 n. Chr. bereits tot, als sich die Cherusker von Kaiser Claudius den Italicus zum König erbaten. Sichere Belege gibt es jedoch nicht.
In der ersten Schlacht, nicht weit vom Ort der Varusschlacht, lockte Arminius die römische Reiterei in eine Falle. Jedoch hatte Germanicus rechtzeitig seine Legionen herangeführt, so dass der Kampf unentschieden endete. Danach zog sich Germanicus an die Ems zurück, wobei er die Hälfte seiner Armee unter die Führung des Caecina stellte; diese Armee sollte über die langen Brücken nach Vetera marschieren und entlang der Nordseeküste den Rhein erreichen. Arminius überholte die Legionen Caecinas in Eilmärschen. Es kam zu einer mehrtägigen Schlacht, die, wie von Tacitus beschrieben, zunächst große Ähnlichkeit mit der Varusschlacht aufwies. Doch am letzten Tag, als die Römer geschlagen und entmutigt in ihrem Lager saßen, riet Arminius’ Onkel Inguiomer zum Angriff auf das Lager. Arminius plädierte dafür, bei der bewährten Taktik des Überfalls auf das marschierende Heer zu bleiben, konnte sich aber nicht durchsetzen. Beim folgenden Sturm auf das Lager erlitten die Germanen einen Rückschlag. Arminius blieb im Kampf unversehrt, Inguiomer wurde schwer verwundet, und die Reste der Armee Caecinas konnten sich über den Rhein retten.

### Kämpfe des Jahres 16 n. Chr.

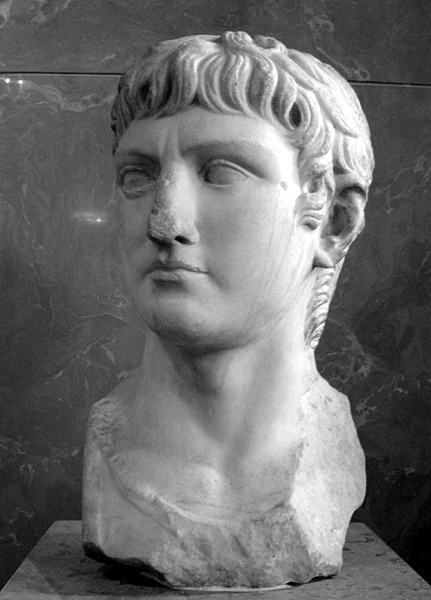
Der römische Befehlshaber Germanicus war der Gegner des Arminius in den Jahren 14–16 n. Chr.

Im Jahre 16 n. Chr. unternahm Germanicus mit acht Legionen einen neuen Feldzug gegen die Cherusker und ihre Verbündeten, um erneut zu versuchen, Germanien zu erobern. Die Cherusker zogen sich hinter die Weser zurück und die Römer folgten ihnen. Vor der Schlacht führten Arminius und sein in römischen Diensten stehender Bruder Flavus angeblich ein Streitgespräch, wobei sie einander von gegenüberliegenden Seiten der Weser zuriefen. Laut Tacitus vertrat Arminius in diesem Gespräch das heilige Recht des Vaterlandes, die altüberkommene Freiheit und die germanischen Götter, während der romfreundliche Flavus seinem Bruder die Größe Roms, die Macht des Kaisers und die harten Strafen für Aufständische vorhielt. Flavus versicherte, Thusnelda und ihr Sohn würden gut behandelt. Zur Einigung kam es dabei nicht, vielmehr soll Flavus nur von einem Kameraden von einem Gefecht zurückgehalten worden sein.
Am folgenden Tag überschritt Germanicus die Weser und bereitete alles zum Angriff vor. Einen Tag später trafen die Heere bei Idistaviso aufeinander. Tacitus beschreibt die Schlacht als großen römischen Sieg, Arminius wurde in der Schlacht schwer verwundet und konnte nur einer Gefangennahme entkommen, indem er sich das Gesicht mit seinem eigenen Blut bestrich. Trotz hoher Verluste waren die Germanen noch stark und kampfeslustig genug, um den Römern erneut entgegenzutreten. Die Germanen wählten sich mit dem Grenzwall der Angrivarier wiederum ein günstiges Terrain zwischen einem Fluss und Wäldern aus. In der Schlacht vom Angrivarierwall zeigte sich Arminius geschwächt, entweder wegen der beständigen Gefahren oder weil ihn die Verwundung hemmte. Obwohl die Römer siegten, sah sich Germanicus genötigt, Germanien bereits im Sommer erneut zu verlassen, lange vor einem geplanten Rückzug ins Winterlager. Mit seinem Rückzug an den Rhein war der römische Eroberungsversuch endgültig gescheitert. Der hartnäckige germanische Widerstand und die damit verbundenen römischen Verluste erklären die Abberufung des Germanicus durch den neuen Kaiser Tiberius und damit den Verzicht auf eine weitere offensive römische Grenzpolitik. Tiberius hielt es für das Beste, die Germanen ihren inneren Zwistigkeiten zu überlassen.

### Interne Stammeskonflikte und Tod
In den Jahren 9 bis 16 n. Chr. gehörten zu den Verbündeten des Arminius neben den Cheruskern die Brukterer, die Usipeter, Chatten, Chattuarier, Tubanten, Angrivarier, Mattiaker und Lander. Im Frühjahr 17 n. Chr. kam es zu einer Schlacht gegen Marbod, aus dessen Machtbereich die Semnonen und Langobarden zu Arminius übergelaufen waren. Dagegen ging Inguiomer, der Onkel des Arminius, zu Marbod über. Marbod wurde von Arminius besiegt und musste sich nach Böhmen zurückziehen. Jedoch konnte Arminius seinen militärischen Erfolg nicht weiter ausnutzen, da er nicht in die natürliche Festung Böhmen eindringen konnte. Danach musste er sich mit innergermanischen Rivalitäten und auf germanischer Seite zahlreichen wechselnden pro- und antirömischen Positionen auseinandersetzen. Vorwiegend (doch nicht stets) auf Seiten der Römer kämpften die Ubier, die Bataver und teils auch die Friesen.
Die Koalition des Marbod strebte kein eigenes Großreich an, sondern warf vielmehr Arminius vor, die Königsherrschaft über ein solches anzustreben. Ein Angebot des Chattenfürsten Adgandestrius, Arminius mit Gift töten zu lassen, lehnte Rom formal ab; ob Rom dennoch versucht haben könnte, seinen Tod herbeizuführen, ist nicht bekannt. Das brieflich unterbreitete Angebot verdeutlicht nicht nur weitere Spannungen in der Führungssippe, sondern einen Bruch des cheruskisch-chattischen Bündnisses. Im Jahr 21 wurde Arminius von Verwandten ermordet.

## Arminius–Siegfried

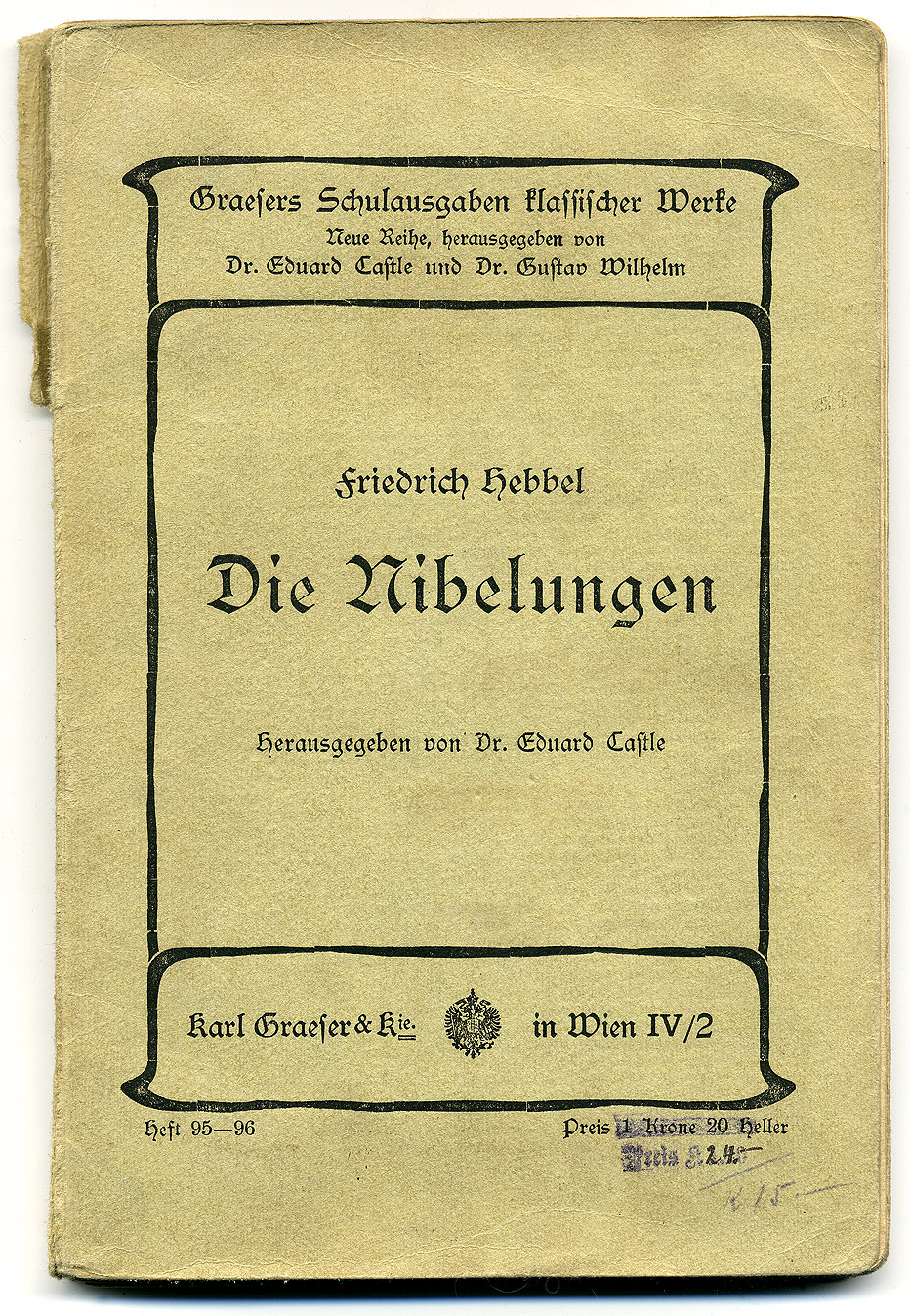
Neben Arminius galt auch der Siegfried des Nibelungenlieds als deutscher Freiheitsheld: Titelblatt des Dramas von Friedrich Hebbel (1861).

### Nationaler Mythos im 19. Jahrhundert

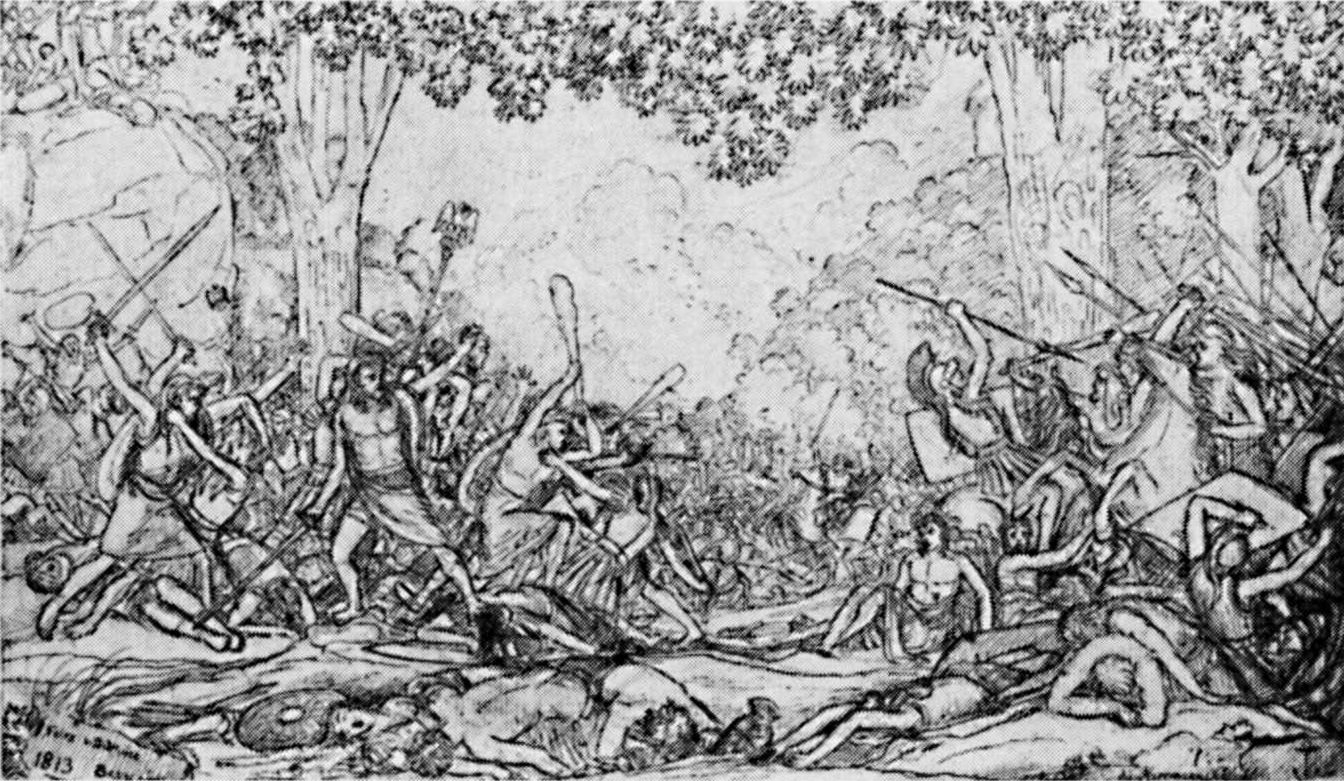
Hermannsschlacht, Kronprinz Friedrich Wilhelm, 1810

Grabmale alter Helden, Caspar David Friedrich, 1812

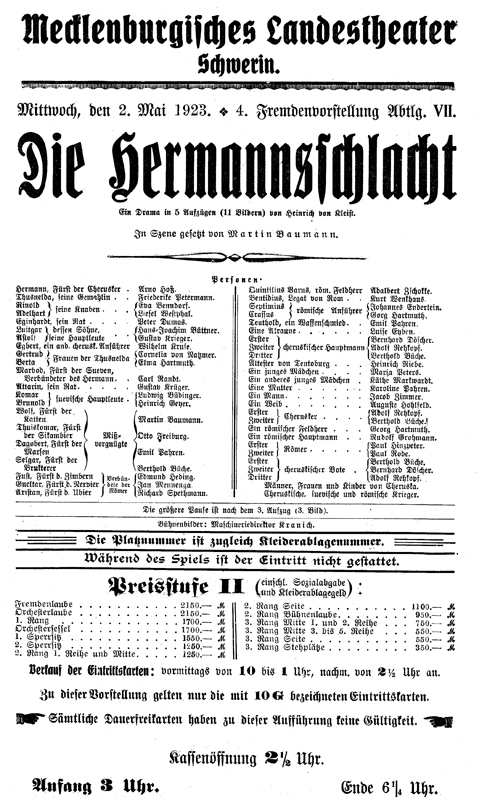
Die Hermannsschlacht, Theaterankündigung des Kleist-Dramas von 1923

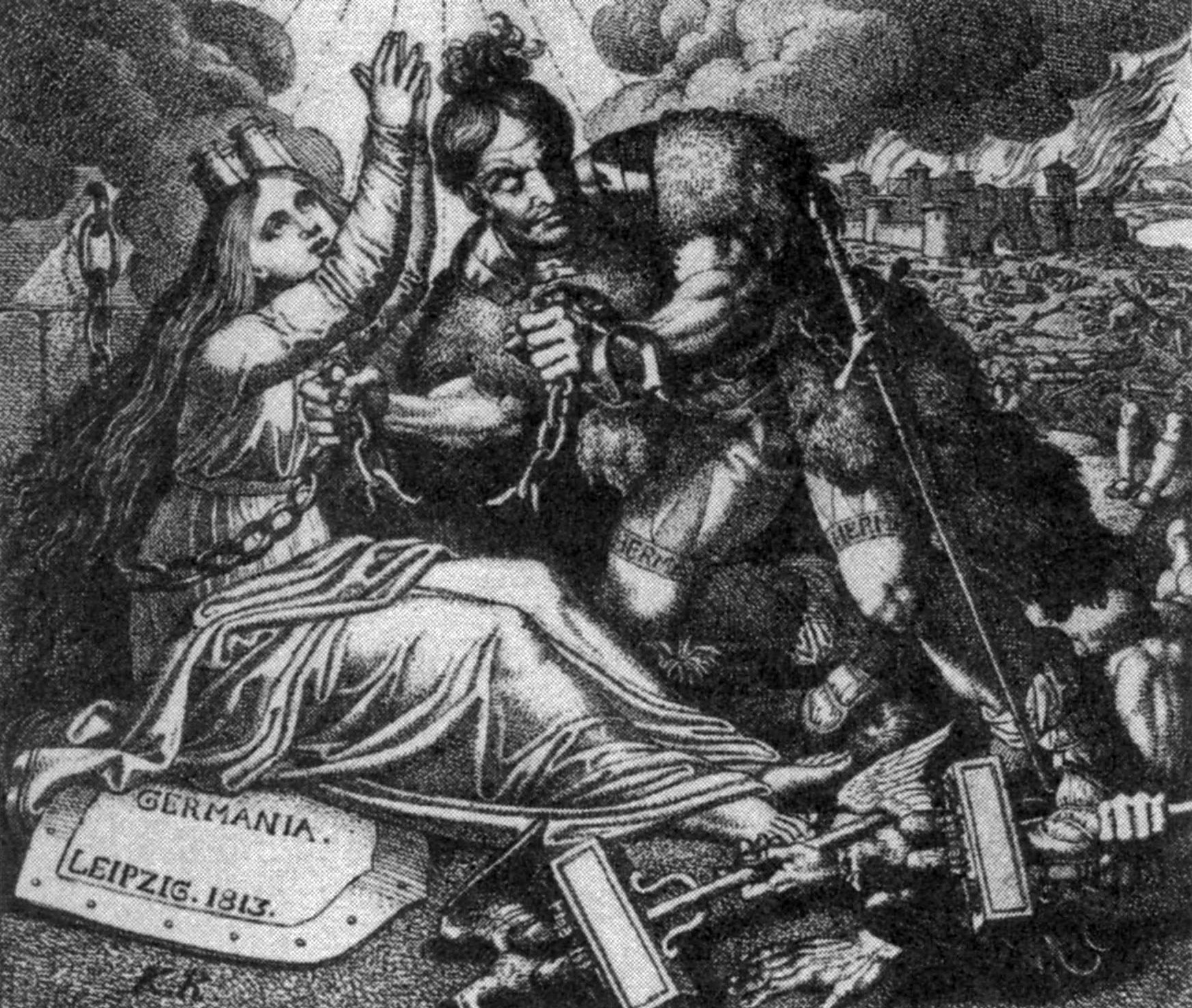
Hermann zersprengt die Ketten von Germania (Karl Russ, Radierung, Leipzig 1813). Die Darstellung war eine Reaktion auf die Leipziger Völkerschlacht vom Oktober 1813 und der Niederlage Napoleons.

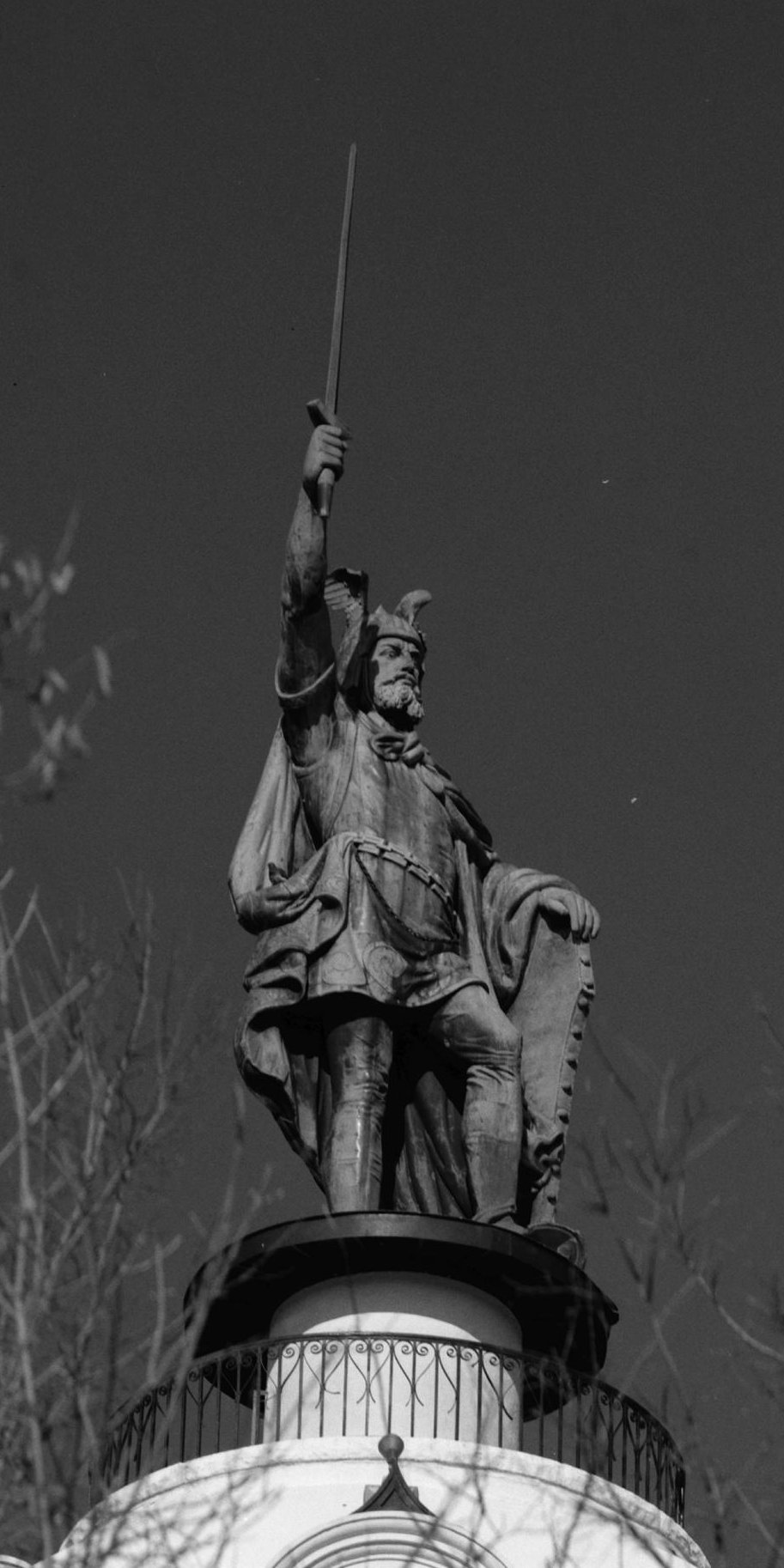
Hermann Heights Monument in New Ulm, Minnesota, USA, von deutschen Einwanderern von 1888 bis 1897 errichtet.